# Ла-Салл (округ, Иллинойс)
Ла-Салл (англ. LaSalle County) — округ в штате Иллинойс, США. Официально образован в 1831 году. По состоянию на 2010 год, численность населения составляла 113 924 человека.

## География
По данным Бюро переписи США, общая площадь округа равняется 2 973,323 км2, из которых 2 939,653 км2 — суша, и 13,000 км2, или 1,100 % — это водоёмы.

## Население
По данным переписи населения 2000 года в округе проживает 111 509 жителей в составе 43 417 домашних хозяйств и 29 827 семей. Плотность населения составляет 38,00 человек на км2. На территории округа насчитывается 46 438 жилых строений, при плотности застройки около 16,00-ти строений на км2. Расовый состав населения: белые — 94,97 %, афроамериканцы — 1,55 %, коренные американцы (индейцы) — 0,18 %, азиаты — 0,54 %, гавайцы — 0,02 %, представители других рас — 1,71 %, представители двух или более рас — 1,05 %. Испаноязычные составляли 5,19 % населения независимо от расы.
В составе 31,70 % из общего числа домашних хозяйств проживают дети в возрасте до 18 лет, 55,70 % домашних хозяйств представляют собой супружеские пары, проживающие вместе, 9,20 % домашних хозяйств представляют собой одиноких женщин без супруга, 31,30 % домашних хозяйств не имеют отношения к семьям, 27,40 % домашних хозяйств состоят из одного человека, 13,30 % домашних хозяйств состоят из престарелых (65 лет и старше), проживающих в одиночестве. Средний размер домашнего хозяйства составляет 2,49 человека, и средний размер семьи 3,04 человека.
Возрастной состав округа: 25,20 % — моложе 18 лет, 8,10 % — от 18 до 24, 28,00 % — от 25 до 44, 22,30 % — от 45 до 64, и 22,30 % — от 65 и старше. Средний возраст жителя округа — 38 лет. На каждые 100 женщин приходится 97,90 мужчин. На каждые 100 женщин старше 18 лет приходится 96,40 мужчин.
Средний доход на домохозяйство в округе составлял 40 308 USD, на семью — 49 533 USD. Среднестатистический заработок мужчины был 39 256 USD против 22 097 USD для женщины. Доход на душу населения составлял 19 185 USD. Около 6,90 % семей и 9,10 % общего населения находились ниже черты бедности, в том числе — 13,10 % молодежи (тех, кому ещё не исполнилось 18 лет) и 6,20 % тех, кому было уже больше 65 лет.